# Daniel Chiriță
Daniel Chiriță (ur. 24 marca 1974 w Ploeszti, Rumunia) – rumuński piłkarz, grający na pozycji obrońcy, agent piłkarski.

## Kariera piłkarska

### Kariera klubowa
Wychowanek klubu Petrolul Ploeszti, w barwach którego w 1992 rozpoczął karierę piłkarską. W 1998 przeszedł do Universitatei Craiova. W 1999 został zaproszony do Rapidu Bukareszt. W 2001 został wypożyczony do Național Bukareszt. Na początku 2002 wyjechał za granicę, gdzie został piłkarzem ukraińskiego Szachtara Donieck. Rozegrał tylko jeden mecz, a w sierpniu 2002 roku podpisał 3-letni kontrakt z rosyjskim Zenitem Petersburge. Na początku 2005 opuścił rosyjski klub ze skandalem. Piłkarz odmówił nowym warunkom kontraktu, a Zenit oskarżył go o falsyfikację dokumentów. Potem był na testach w zespole Metalist Charków. A w sierpniu 2005 podpisał kontrakt z innym ukraińskim klubem Stal Ałczewsk. Po zakończeniu sezonu 2005/06 powrócił do Rumunii, gdzie występował w klubach UTA Arad, FC Ploeszti i Petrolul Ploeszti. W 2010 zakończył karierę piłkarską w Filipeștii Pădure. Obecnie pracuje jako agent piłkarski reprezentując interesy innych piłkarzy.

## Sukcesy i odznaczenia

### Sukcesy klubowe
- mistrz Rumunii: 1999
- wicemistrz Rumunii: 2000
- finalista Pucharu Rumunii: 1998
- zdobywca Superpucharu Rumunii: 1999
- mistrz Ukrainy: 2002
- zdobywca Pucharu Ukrainy: 2002
- zdobywca Pucharu Rosji: 2003